# Iglesias de Cristo
 Las Iglesias de Cristo son iglesias independientes que se identifican como un movimiento religioso que tiene por objeto restaurar la Iglesia. No se consideran una denominación cristiana, y sus miembros se denominan a sí mismos «miembros de la iglesia que Jesús de Nazaret estableció».[cita requerida]
El término también es usado por la iglesia de Cristo o Iglesia Cristiana, utilizado por los primeros misioneros en América Latina.[cita requerida] Ambas iglesias tienen su origen común en el llamado Movimiento de Restauración[cita requerida] y comparten sus raíces históricas y doctrinales.[cita requerida]

## Restauracionismo extricto
Este grupo tiene su origen, al igual que diversas corrientes, entre las organizaciones encargadas de la restauración eclesiástica ortodoxa,  de alrededor de varios siglos  entre las que se cuentran los " Hermanos de Plymouth, los Discípulos de Cristo, las Iglesias de Cristo, los adventistas y los anabaptistas" del siglo XVI.

## Restauracionismo liberal o sectario
Que  es diferente a las iglesias restaurcionistas heterodoxas  como : Cristadelfianos, Movimiento de los Santos de los Últimos Días, Testigos de Jehová, Iglesia La Luz del Mundo, Iglesia de Dios Ministerial de Jesucristo Internacional ,Mandeísmo ,Maniqueísmo, Arrianismo, "Catolicismo romano "?, Niños de dios Escuela Científica Basilio, etc, etc.

## Iglesias de Cristo en la actualidad
Las Iglesias de Cristo actuales se derivan principalmente del llamado Movimiento de Restauración, que surgió en los Estados Unidos a finales del siglo XVIII y principios del siglo XIX, y cuyos principales representantes fueron Alexander Campbell y Barton Stone, los cuales revivieron en su época la antigua aspiración de restaurar la Iglesia del Nuevo Testamento. Este grupo es una de las tres ramas principales del Movimiento de Restauración, del cual forman parte las Iglesias de Cristo, los Discípulos de Cristo y la Iglesia Cristiana Independiente.
Históricamente el Movimiento de Restauración ha sido alimentado de cinco fuentes principales: Las «Iglesias Cristianas», de Barton Warren Stone; los «Discípulos», de Alexander y Thomas Campbell; las «Iglesias de Cristo», del movimiento de los hermanos Haldane; las «Iglesias de Cristo» escocesas; y otras iglesias independientes.
A través de los años se han desarrollado movimientos más o menos afines al ideal de la restauración de la Iglesia primitiva. Las Iglesias de Cristo y el Movimiento de Restauración como una institución se originan en los Estados Unidos.
Actualmente cuentan con unas 13 000 congregaciones tan solo en los Estados Unidos, con unos 3 millones de miembros. Tienen presencia en los 5 continentes, siendo Nigeria donde está la Iglesia de Cristo más grande fuera de los Estados Unidos. En Latinoamérica son particularmente más numerosas que en otros lugares, aunque han surgido más congregaciones en el este europeo. Las Iglesias de Cristo han fundado instituciones educativas de primer orden en los Estados Unidos, tales como la Universidad Cristiana de Abilene, en Abilene, Texas, Pepperdine University, en Malibú, California, y Harding University, en Searcy, Arkansas, Freed–Hardeman University en Henderson (Tennessee). También publican un periódico mensual en inglés llamado The Christian Cronicle, con una tirada de más de 400 000 ejemplares.
Dentro de las Iglesias de Cristo hay diferentes tendencias, que van desde la aceptación de otros grupos religiosos, como parte del cristianismo verdadero, hasta el extremo de considerarse ellas mismas como los únicos salvos. En los últimos años ha existido un acercamiento entre las Iglesias de Cristo “a capella” y las Iglesias Cristianas, en busca de una más amplia cooperación y unidad. La cooperación se ha llevado a cabo en África, donde algunos misioneros de las Iglesias de Cristo son patrocinados por Iglesias Cristianas.

## Iglesias de Cristo en Latinoamérica
Desde finales del s. XIX muchas Iglesias y organizaciones asociadas al Movimiento de Restauración se interesaron por abrir el campo de misión en América Latina. Las discrepancias y divisiones entre las distintas corrientes en los Estados Unidos han marcado su influencia en los diversos campos de misión, especialmente en cuanto a la constitución de Sociedades Misioneras, la introducción de instrumentos musicales en la adoración y el cooperativismo en obras de caridad.
Los primeros esfuerzos fueron hechos en Tampico, México (1897), con McNemar, así como en Chihuahua. La Familia Westrup llegó a México para instalar un molino de harina y fueron convertidos por la influencia de un ministro estadounidense. Thomas Martin Westrup es reconocido como el primer predicador de una Iglesia evangélica en Latinoamérica, constituida en Monterrey, México. La comunión de las Iglesias de Cristo (“a cappella”) hizo esfuerzos que fueron cristalizados por la influencia de Howard Lesher Schug, maestro de español del entonces Abilene Christian College . El Dr. Schug fue predicador de la Iglesia de Cristo que se reunía en el campus del Abilene Christian College, en 1912. Las congregaciones más antiguas de México se concentran en Coahuila y Tamaulipas. Centroamérica fue alcanzada por la influencia de familias de militares o diplomáticos que llegaron a establecerse en la región. Un logro misionero han sido las Iglesias de Cristo en Brasil.
Actualmente las iglesias de Cristo en Latinoamérica, cuentan con importante centros de instrucción teológica. Entre ellos están: El Instituto Latinoamericano de Estudios Bíblicos (ILEB) La escuela quiteña de estudios bíblicos (EQEB) y el Instituto Baxter de estudios bíblicos y culturales ubicado en Tegucigalpa Honduras, siendo éste último el más conocido entre la población Latinoaméricana. El Instituto Bíblico de Texas (IBIT) entrena obreros y misioneros para países de América hispana.

## Creencias y prácticas
Creen en la suficiencia de la escritura inspirada de Dios: la Biblia es infalible y la única regla de fe y práctica cristiana. Sostienen un punto trinitario sobre la naturaleza de Dios. Defienden que específicamente que lo que compone el evangelio es: La muerte, sepultura y resurrección de Cristo.  Así mismo sostienen un punto de vista de salvación no-calvinista, ya que enseñan que aunque la predestinación es real, también Dios ha predestinado a los escogidos en base a su presciencia y que Dios sabe anticipadamente que algunos lo escogerán, vendrán a Cristo mediante la fe y serán salvos, mientras que otros no lo escogerán, rechazarán su oferta y serán condenados. Estos últimos se perderán no porque fueran señalados para condenación sino porque fue su elección. También enseñan que se puede perder la salvación, oponiéndose a la enseñanza reformada del calvinismo. Aceptan la existencia y destinos después de la muerte. Enseñan que el plan para ser salvos es: (1) Oír el evangelio (2) Creer (3) Arrepentirse de los pecados pasados (4) Proclamar que Jesucristo es el hijo de Dios (5) Bautizarse por inmersión para el perdón de pecados. (6) Perseverar en obediencia hasta el fin.
Creen que la ley de Moisés ha sido abolida, por lo que no creen que se debe guardar el sábado o prácticas y adoración del antiguo testamento. Son cesecionistas, se oponen a las enseñanzas del bautismo del Espíritu Santo, el hablar en lenguas, milagros, la sanidad divina, imposición de manos o manifestaciones de los dones espirituales o ministeriales como se es enseñado en iglesias pentecostales trinitarias, unicitarias e iglesias carismáticas y neopentecostales, argumentando que estas manifestaciones fueron para la formación de la iglesia del primer siglo hasta la organización del canon bíblico y que se daba solo por la imposición de manos de los apóstoles que fueron los únicos que recibieron el bautismo del Espíritu, por lo que todas esos actos cesaron con la muerte de ellos.
Las iglesias de Cristo abogan no ser una denominación, dicen que el término, "iglesia de Cristo"  no es una designación sectaria sino una descripción que indica que la iglesia pertenece a Cristo, creen que la división religiosa por denominaciones es mala y que Cristo oró por la unidad. No se basan en credos sino que afirman que hay una sola autoridad y cabeza de la iglesia, Cristo y su palabra escrita en la Biblia.
No tienen una organización oficial más allá de la iglesia local. Cada congregación es autónoma. No hay junta gobernantes, ni de distritos, ni regionales, ni nacionales, ni internacionales. No hay oficina centrales terrenales, ni organizaciones humanas para conformar la iglesia. No aprueban, ni practican convenciones, reuniones anuales ni publicaciones oficiales. La iglesias de Cristo tienen tres tipos básicos de ministros: evangelistas, ancianos y diáconos. Los evangelistas son ordenados por una congregación local y enviados a predicar, ganar almas y establecer iglesias. Los ancianos también llamados pastores u obispos sirven proveyendo funciones espirituales y disciplinarias en la iglesia local. Los diáconos funcionan como siervos en las iglesias. Cada congregación se gobierna a sí misma por medio de una pluralidad de ancianos varones que cumplen los requisitos de la palabra y son seleccionados por y de los mismos miembros de la iglesia local. Las mujeres no se les permite pastorear u predicar en las reuniones generales.
Creen que cinco actos de adoración fueron guardados por la iglesia del primer siglo y son: cantar, orar, predicar, ofrendar y comer la Cena del Señor. Abogan por una adoración en "espíritu y verdad". Los cantos e himnos son administrados en forma "a capella", los instrumentos musicales en muchas iglesias no son permitidos o usados en los cultos como también las palmas, aplausos u batir las manos, el canto de solos o formación de coros, en otras ramas si se practica. Así mismo algunas ramas se han opuesto a las comunes escuelas dominicales de iglesias cristianas y a la oración congregacional colectiva simultánea, por lo que oran en las reuniones con alguien liderando y los demás permaneciendo en silencio para responder con un "amén" al final. Todo esto ya que afirman que no se ajusta a lo ordenado y pacífico que mandan las escrituras.
Creen en la celebración de la santa cena semanalmente cada domingo con los elementos de pan sin levadura y fruto de la vid que son en memoria del cuerpo y la sangre de Jesús, algunos insisten en tomar todos de una misma y única copa, mientras otras si permiten tomar el vino de la cena en copitas individuales. Algunos creen en partir el pan en la misma ceremonia, en vez de que ya venga partido. Solo participan los bautizados. Se oponen a la práctica del diezmo y a la colecta de múltiples ofrendas en cada culto, sino que solo se ofrenda una vez voluntariamente los convertidos los domingos, depositando en cajones designados y se oponen a toda práctica comerciales como bazares, rifas, venta de biblia y literatura o comidas para recaudación de fondos. No celebran la Navidad ni algunas otras festividades religiosas..
En su escatología, sostienen un punto de vista amilenialista; ven al reino de Dios como espiritual, y que corresponde a la iglesia establecida por el Espíritu Santo desde el día de Pentecostés y que Jesús vendrá pronto por segunda vez donde se efectuara la resurrección de los muertos y para juzgar al mundo: con condenación para los perdidos y vida eterna para los justos en el cielo nuevo y la tierra nueva, en el reino de Dios, en un milenio terrenal. Creen que el alma es consciente después de la muerte. La de los creyentes al morir descansa en el paraíso que es La Presencia de Dios, y la de los impíos lucha en el hades o infierno, es decir en la ignorancia de Dios, donde esperan como muertos su resurrección en la segunda venida de Jesucristo, esta vez en sus mentes y en sus corazones.